# Ving Rhames
Irving Rameses "Ving" Rhames (sinh ngày 12 tháng 5 năm 1959) là nam diễn viên người Mỹ. Ông từng tham gia trong các phim như: Jacob's Ladder (1990), Pulp Fiction (1994), Don King: Only in America (1997), Rosewood (1997), Con Air (1997), Bringing Out the Dead (1999), Dawn of the Dead (2004), Piranha 3D (2010) và Father Figures (2017). Rhames từng thắng giải Quả cầu vàng, ông cũng có các đề cử giải Emmy và SAG.

## Thời thơ ấu
Rhames sinh ra ở Harlem, thành phố New York, con trai của Reather, một người nội trợ, và Ernest Rhames, một thợ cơ khí tự động. Cha mẹ của ông đã được nuôi dưỡng như những người chia sẻ ở Nam Carolina. Ông được đặt theo tên của nhà báo NBC, Irving R. Levine.

## Danh sách phim

### Điện ảnh
| Năm  | Tên phim       | Vai diễn | Ghi chú    |
| ---- | -------------- | -------- | ---------- |
| 2024 | Robot hoang dã |          | Lồng tiếng |